# Хронологија женског права гласа
Женско право гласа (енгл. women's suffrage) уведено је у различитим периодима у различитим земљама широм света. У многим земљама женско право гласа уведено је пре општег права гласа, тако да мушкарци и жене одређеног сталежа и расе и даље нису могли да гласају, док су у неким земљама то право добила оба пола истовремено.
Хронологија наводи године када је женско право уведено, а имена неких земаља се понављају више пута јер је право гласа било проширивано на већи број жена у зависности од старости, имовине и слично. У многим случајевима, до прве примене у пракси дошло је на изборима следеће године.
Нови Зеланд се наводи као прва држава на свету која је женама дала право гласа 1893, мада је Шведска прва земља у којој је у периоду између 1718. и 1771. постојало условно право гласа за жене које су су биле чланице еснафа и плаћале порез.

## 18. век
- 1718.
  -  Шведска - Чланицама градских еснафа које плаћају порез дозвољено да гласају на локалним изборима (право укинуто 1758) и на државним изборима (укинуто новим уставом 1771)
- 1755.
  -  Корзика - Укинуто анексијом од стране Француске 1769.
- 1756–1778
  -  Масачусетс - Једној жени, Лидији Тафт, дозвољено да гласа на градским састанцима у Аксбриџу[1]
- 1776.
  -  Њу Џерзи - Право гласа за имућне удовице (укинуто 1807).
- 1795.
  -  Пољска - Пре поделе Пољске 1795. женама које плаћају порез дозвољено да учествују у политичком животу.

## 19. век
- 1838.
  -  Острва Питкерн
- 1861.
  -  Јужна Аустралија - Право гласа на локалним изборима само за земљопоседнице све док није постигнуто опште право гласа 1894.
- 1862.
  -  Шведска - Право гласа на локалним изборима где се могло гласати након опорезивања; опште право гласа уведено је 1919, а до прве практичне примене дошло је на изборима 1921.[2]
- 1863.
  - Велико Војводство Финске које је било у саставу Руске Империје између 1809. и 1917. и уживала је висок степен аутономије. Жене које су плаћале порез 1863. добиле су право гласа на општинским изборима у сеоским пределима, а 1872. и у градовима.[2]
- 1864.
  - Викторија (Аустралија) - Иако то није била намера, жене су биле обухваћене Изборним актом из 1863. и гласале су на изборима наредне године. 1865. акт је измењен како би се исправила грешка.[3]
  - Краљевина Бохемија - Жене које су плаћале порез и бавиле се „наученим професијама“ добиле су право гласа и право да се кандидују за место у парламенту 1864.[2]
- 1869.
  -  Уједињено Краљевство - Жене добиле право гласа на локалним изборима; опште право гласа уведено 1928.
- 1869–1920
  -  САД - Женско право гласа прогресивно увођено на различитим територијама почевши за Вајомингом 1869. и Јутом 1870. где је поново укинуто 1887. Актом Едмундс-Такер. Женама је на овим територијама дозвољено да гласају на савезним изборима када су Вајоминг и Јута стекли статус савезних држава. Женско право гласа на целокупној територији САД уведено је 1920. Деветнаестим амандманом Устава Сједињених Америчких Држава којим је забрањено савезним државама да приликом избора врше дискриминацију на основу пола.
- 1870.
  -  Јута
- 1872.
  - Велико Војводство Финске - Право гласа на општинским изборима за жене које су плаћале порез и живеле у градовима.[2]
- 1881.
  -  Острво Мен - Право гласа за жене које су поседовале имовину све до 1913; опште право гласа уведено 1919.
- 1884.
  -  Канада - Удовицама и уседелицама дозвољено да гласају на општинским изборима у Онтарију, а касније и у другим провинцијама.[4]
- 1889.
  - Франсвил (Нови Хебриди) - На територији којом су заједнички владали Уједињено Краљевство и Француска уведено опште право гласа, а неколико месеци након тога дошло је до распада самоуправе.[5]
- 1893.
  -  Колорадо
  -  Нови Зеланд - Укључујући Маорке, мада је женама било забрањено да се кандидују на изборима све до 1919.[6]
  -  Кукова Острва
- 1894.
  -  Јужна Аустралија - Уводи се опште право гласа чиме је свим женама дозвољено да гласају на изборима. Женама је такође обезбеђено право да се кандидују за парламент чиме је Јужна Аустралија постала прва земља на свету која им је то омогућила. Опште право гласа је у почетку важило за доњи дом парламента, Законодавну скупштину, док је за Законодавни савет, горњи дом, постојало ограничење у виду поседовања имовине за оба пола све до 1975. када је и за њега уведено опште право гласа.
  -  Уједињено Краљевство - Право гласа на локалним изборима уведено за удате жене.
- 1896.
  -  Ајдахо
- 1899.
  -  Западна Аустралија

## 20. век

### 1900е
- 1902.
  -  Аустралија - Уставом утврђено да сви становници могу да гласају на изборима за представнике доњег дома на савезном нивоу, осим у случају када парламент утврди супротно.
  -  Нови Јужни Велс
- 1903.
  -  Тасманија
- 1905.
  -  Квинсленд
- 1906.
  - Велико Војводство Финске - Прва земља у којој је уведено опште право гласа и прва земља која је свим пунолетним грађанима дала право да се кандидују на изборима без обзира на богатство, сталеж и расу.[7]
  -  Нови Хебриди - Жене добиле право да гласају и да се кандидују на општинским изборима, које је важило само за британске, француске и друге колонисткиње, али не и за домородачко становништво.[8]
- 1908.
  -  Данска - Право гласа на локалним изборима, које је уведено и на Исланду и Фарским Острвима.
  - Викторија (Аустралија)

### 1910е
- 1910.
  -  Вашингтон
- 1911.
  -  Калифорнија
  -  Аргентина - Докторка Џулијета Лантери добила право гласа.
- 1912
  -  Орегон
  -  Канзас
  -  Аризона
- 1913.
  -  Аљаска
  -  Норвешка
- 1914.
  -  Монтана
  -  Невада
- 1915.
  -  Данска - Право гласа за све жене, такође уведено на Исланду.
- 1916.
  -  Манитоба
  -  Саскачеван
  -  Алберта
- 1917.
  -  Њујорк
  - Демократска Република Азербејџан
  -  Јерменија
  - Белоруска Народна Република
  -  Естонија
  -  Летонија
  -  Литванија
  -  Британска Колумбија
  -  Онтарио
  -  Канада - Право гласа за ратне удовице, жене које су током Првог светског рата служиле, или чија је породица служила у Европи.
  -  Пољска
  - Руска република
  - Украјинска Народна Република
  -  Уругвај
- 1918.
  -  Мичиген
  -  Јужна Дакота
  -  Оклахома
  -  Аустрија
  -  Канада - Право гласа за пунолетне жене које испуњавају имовинске квалификације утврђене од стране провинције.
  -  Нова Шкотска
  -  Немачка
  - Молдавска Совјетска Социјалистичка Република
  -  Уједињено Краљевство - Право гласа за жене старије од 30 година које испуњавају утврђене имовинске квалификације.
- 1919.
  -  Белгија - Само на општинском нивоу.
  -  Грузија
  -  Мађарска
  -  Луксембург
  -  Холандија - Право да се кандидују на изборима уведено 1917.
  -  Нови Зеланд - Поред права гласа, уведено право да се кандидују на изборима за парламент.
  -  Њу Брансвик - Нису могле да се кандидују на изборима све до 1934.
  -  Минесота
  - Јужна Родезија - Женама забрањено да гласају и да се кандидују на изборима за парламент.

### 1930е
- 1930.
  -  Јужноафричка Република - Право гласа само за белкиње.
  -  Турска
- 1931.
  -  Цејлон (садашња Шри Ланка)
  -  Чиле - Право гласа на општинским изборима за земљопоседнице.
  -  Португалија - Постојала одређена ограничења у зависности од нивоа образовања.
  -  Шпанија - Опште право гласа.
- 1932.
  -  Бразил
  -  Малдиви
  -  Тајланд (у то време Сијам)
- 1934.
  -  Чиле - Право гласа на општинским изборима.
  -  Куба
  -  Португалија - Право гласа за све жене.
  -  Табаско - Право гласа на регионалним изборима и изборима за конгрес.
- 1935.
  - Британска Индија - Опште право гласа које су Индија и Пакистан задржали када су стекли независтност 1947.
  -  Бурма[6]
- 1937.
  - Холандска источна Индија - Право гласа за европске жене.
  -  Филипини[6]
- 1938.
  -  Боливија
  -  Бугарска - Само мајке.
  - Узбечка Совјетска Социјалистичка Република
- 1939.
  -  Ел Салвадор[6]
  -  Румунија - Право гласа под истим условима као за мушкарце, мада су постојала одређена ограничења и за једне и за друге, која су више утицала на жене.[9][10]

### 1940е
- 1940.
  -  Квебек
- 1941.
  -  Панама - Право гласа са одређеним ограничењима.
- 1942.
  -  Доминиканска Република
- 1944.
  -  Бермуда - Право гласа за земљопоседнице.[11]
  -  Бугарска - Пуно право гласа.
  -  Јамајка
- 1945.
  -  Француска
  -  Индонезија (у то време Холандска источна Индија)
  -  Италија[12]
  -  Јапан
  -  Сенегал
  -  Того (у то време Француски Тоголанд)
  -  Југославија
- 1946.
  -  Камерун
  -  Џибути
  -  Гватемала
  -  Кенија
  -  Северна Кореја[13]
  -  Либерија - Право гласа само за Афро-Американке; домородачком становништву дозвољено да гласа тек 1951.
  - Британски мандат над Палестином
  -  Португалија - Проширено право гласа.
  -  Румунија[9]
  -  Венецуела
  -  Вијетнам
- 1947.
  -  Аргентина[14]
  -  Кина са Тајваном - Постојала одређена ограничења.
  -  Малта
  -  Мексико - Само на општинском нивоу.
  -    Непал
  -  Пакистан - Проглашењем независности 14. августа 1947.
  -  Сингапур
- 1948.
  - Универзална декларација о људским правима у Члану 21. каже следеће: Воља народа је основа државне власти: ова воља треба да се изражава на повременим и слободним изборима, који ће се спроводити општим и једнаким правом гласа, тајним гласањем или одговарајућим поступком којим се обезбеђује слобода гласања.[15]
  -  Белгија
  -  Израел
  -  Јужна Кореја
  -  Нигерија
  -  Суринам
- 1949.
  -  Чиле - Проширено право гласа на изборима 8. јануара.
  -  Кина
  -  Костарика
  -  Сирија

### 1950е
- 1950.
  -  Барбадос
  -  Хаити
  -  Индија - Опште право гласа.
- 1951.
  -  Антигва и Барбуда
  -  Доминика
  -  Гренада
  - Сент Винсент и Гренадини
- 1952.
  - Организација уједињених нација донела Конвенцију о политичким правима жена
  -  Боливија
  -  Обала Слоноваче
  -  Грчка
  -  Либан
- 1953.
  -  Бутан
  -  Гвајана (у то време Британска Гвајана)
  -  Мексико - Право гласа на државним изборима за све жене.
- 1954.
  -  Белизе (у то време Британски Хондурас)
  -  Колумбија
  -  Гана (у то време Златна обала)
- 1955.
  -  Камбоџа
  -  Етиопија (и Еритреја као део Етиопије)
  -  Хондурас
  -  Никарагва
  -  Перу
- 1956.
  -  Бенин (у то време Република Дахомеј)
  -  Комори
  -  Египат
  -  Габон
  -  Мали (у то време Француски Судан)
  -  Маурицијус
  -  Пакистан - Проширено право гласа на државном нивоу, претходно су могле да гласају само писмене жене.[16]
  -  Сомалија (у то време Британски Сомалиленд)
- 1957.
  -  Малезија
  -  Зимбабве (у то време Јужна Родезија)
- 1958.
  -  Буркина Фасо (у то време Горња Волта)
  -  Чад
  -  Гвинеја
  -  Лаос
  -  Нигерија
- 1959.
  -  Брунеј
  -  Кантон Во
  - Нешател
  -  Мадагаскар (у то време Малгашка Република)
  -  Сан Марино
  -  Танзанија (у то време Тангањика)
  -  Тунис

### 1960е
- 1960.
  -  Кипар
  -  Гамбија
  -  Женева
  -  Тонга
- 1961.
  -  Бурунди
  -  Мауританија
  -  Малави
  -  Парагвај
  -  Руанда
  -  Сијера Леоне
- 1962.
  -  Алжир
  -  Аустралија - Право гласа проширено на Абориџинке.
  -  Брунеј - Укинуто право гласа и за жене и за мушкарце.
  -  Монако
  -  Уганда
  -  Замбија (у то време Северна Родезија)
- 1963.
  -  Демократска Република Конго
  -  Екваторијална Гвинеја
  -  Фиџи
  -  Иран
  -  Кенија
  -  Мароко
- 1964.
  -  Бахами
  -  Либија
  -  Папуа Нова Гвинеја
  -  Судан
- 1965.
  -  Авганистан - Укинуто током талибанског режима од 1996. до 2001.[17]
  -  Боцвана (у то време Бечуана)
  -  Лесото (у то време Басутоланд)
- 1966.
  -  Кантон Базел-град
- 1967.
  -  Еквадор - Гласање обавезно за жене, као и за мушкарце.[18]
  -  Кирибати (у то време Гилберт острва)
  -  Тувалу (у то време Острва Елис)
  -  Јужни Јемен
- 1968.
  -  Кантон Базел-провинција
  -  Бермуди - Опште право гласа.
  -  Науру
  -  Португалија - Упркос тврдњама да су установљена једнака политичка права за мушкарце и жене, нека од њих су била резервисана само за мушкарце.
  -  Швајцарска

### 1970е
- 1970.
  -  Андора
  -  Јемен (Северни Јемен)
- 1971.
  -  Швајцарска - На федералном нивоу, од 1958. до 1990. на нову кантона.
- 1972.
  -  Бангладеш
- 1973.
  -  Бахреин[19] (Избори нису одржани све до 2002)[20]
- 1974.
  -  Јордан
  -  Португалија - Све рестрикције укинуте након Каранфилске револуције.
  -  Соломонова Острва
- 1975
  -  Ангола
  -  Зеленортска Острва
  -  Мозамбик
  -  Сао Томе и Принсипе
  -  Вануату (у то време Нови Хебриди)
- 1976.
  -  Источни Тимор - Индонежанском окупацијом.
- 1977.
  -  Гвинеја Бисао
- 1978.
  -  Маршалска Острва
  -  Савезне Државе Микронезије
  -  Нигерија (северна)
  -  Палау

### 1980e
- 1980.
  -  Ирак[19]
- 1984.
  -  Лихтенштајн
  -  Мисисипи - Ратификован 19. амандман Устава Сједињених Америчких Држава, мада су жене у Мисисипију имале право гласа још од 1920.
- 1986.
  -  Централноафричка Република
- 1989.
  -  Намибија (некадашња Југозападна Африка)

### 1990е
- 1990.
  -  Самоа (у то време Западна Самоа)
  -  Швајцарска - Савезни врховни суд приморава Кантон Апенцел Инероден да женама да право гласа.
- 1994.
  -  Казахстан
- 1997.
  -  Катар

## 21. век
- 2003
  -  Оман
- 2005.
  -  Кувајт[21]
- 2006.
  -  Уједињени Арапски Емирати - У почетку веома ограничено, али се благо проширило на парламентарним изборима 2011.
- 2015.
  -  Саудијска Арабија - Уведено на општинским изборима 2015. заједно са правом да се жене кандидују.[22]